# إبراهيم البلوي (سياسي)
إبراهيم مسمح سليمان البلوي (أبو أحمد؛ وُلد في 15 يناير 1963) سياسي وعسكري فلسطيني برتبة لواء وأحد أعضاء حركة فتح، شغل منصب رئيس جهاز الاستخبارات العسكرية الفلسطينية في الفترة ما بين 20 يونيو 2012 و31 يوليو 2015، ومنصب محافظ محافظة سلفيت في الفترة ما بين 31 يوليو 2015 و16 سبتمبر 2019.